# Raión de Jislávichi
El raión de Jislávichi (ruso: Хисла́вичский райо́н) es un distrito administrativo y municipal (raión) ruso perteneciente a la óblast de Smolensk. Se ubica en el suroeste de la óblast. Su capital es Jislávichi.
En 2021, el raión tenía una población de 7478 habitantes.
El raión es fronterizo al oeste con Bielorrusia.

## Subdivisiones
Comprende el asentamiento de tipo urbano de Jislávichi (la capital) y los asentamientos rurales de Vladímirovka, Gorodishche, Kozhujovichi (con capital en Bratkovaya), Korzovo, Pechórskaya Buda y Cherepovo. Estas siete entidades locales suman un total de 149 localidades.